# Spaanse verovering van Mexico
De Spaanse verovering van Mexico begon met de onderwerping van de Azteken door Hernán Cortés tussen 1519 en 1521, maar het zou nog meer dan twee eeuwen duren voordat heel Mexico onder Spaanse controle was.

## Verovering van Meso-Amerika
De verovering van Tenochtitlan wordt meestal gebruikt als referentie om het begin van de verovering van Meso-Amerika aan te geven. Echter, dit proces was veel complexer en duurde langer dan de drie jaar die Cortés nodig had om Tenochtitlan te veroveren.
Zelfs na de Val van Tenochtitlan waren de meeste Meso-Amerikaanse culturen nog intact. De Tlaxcalteken verwachtten hun deel van het verdrag, de Purépecha en Mixteken waren blij met de nederlaag van hun levenslange vijand en andere culturen waren waarschijnlijk net zo blij met deze nederlaag.
Er was bijna 60 jaar van oorlog nodig voordat de Spaanse veroveraars geheel Meso-Amerika hadden veroverd. De voornaamste weerstand was de periode die ook wel bekendstaat als de Chichimekenoorlog. De Spaanse verovering van Yucatán duurde bijna 170 jaar. Het gehele proces had langer kunnen duren, ware het niet dat er drie epidemieën uitbraken die een zware tol eisten van de oorspronkelijke bewoners van Amerika. Door deze epidemieën stierf bijna 75% van de bevolking en ze veroorzaakten hiermee het instorten van veel Meso-Amerikaanse culturen. Sommigen geloven dat ziektes uit de Oude Wereld, zoals pokken, de dood veroorzaakten van 90 tot 95 procent van de populatie van de oorspronkelijke bewoners van de Nieuwe Wereld.

## Azteken (1519-1521)

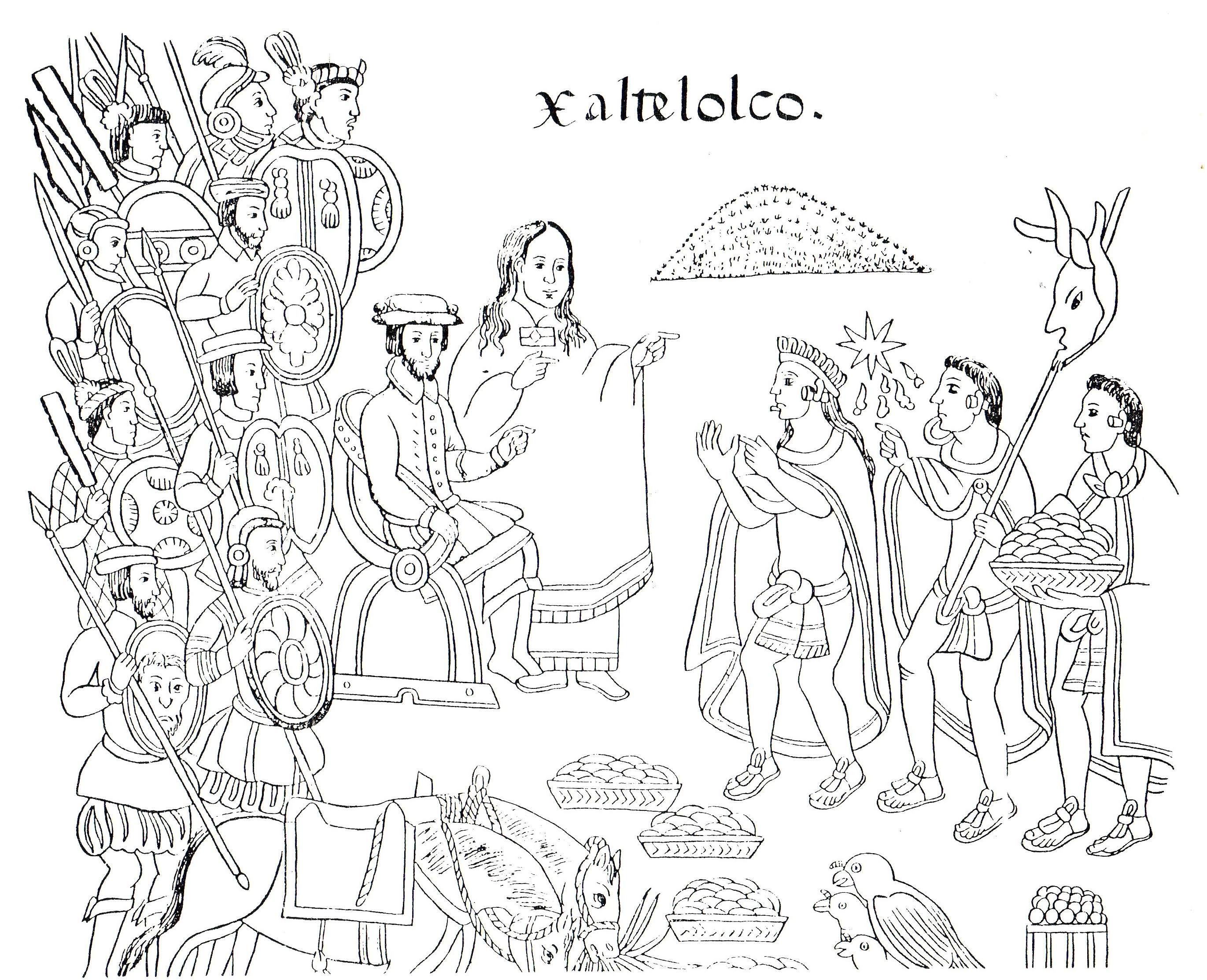
Cortés werd tijdens zijn veroveringstocht bijgestaan door La Malinche

In 1519 zette Hernán Cortés voet aan wal en stichtte aan de Mexicaanse golfkust de stad Veracruz. Hij trok vergezeld door een paar honderd man het binnenland in. Nadat hij in een veldslag met leger van Tlaxcala in gevecht kwam, al was het zeer duidelijk dat deze staat ging winnen besloot deze staat zich bij de Spanjaarden aan te sluiten. In november 1519 bereikte Cortés de Azteekse hoofdstad Tenochtitlan, waar hij keizer Motecuhzoma II ontmoette. Cortés nam deze later gevangen, maar liet hem als marionet verderregeren. Nadat Cortés secondant een bloedbad had aangericht op een religieus feest dwong Cortés Moctezuma zijn bevolking te kalmeren, waarbij deze om het leven kwam. Hierna zag zich met zijn leger en Tlaxcalteeke bondgenoten gedwongen de stad te verlaten. Een groot deel van zijn leger verloor hierbij het leven in een gebeurtenis die bekendstaat als de Treurnacht. Cortés vestigde zijn basis in Texcoco vanwaaruit hij het beleg van Tenochtilán opzette. Inmiddels had een pokkenepidemie de hoofdstad getroffen, waarbij tienduizenden Azteken het leven verloren waaronder Moctezuma's opvolger Cuitlahuac. Cuauhtémoc werd vervolgens tot vorst uitgeroepen. Onder zijn leiding verdedigden de Azteken zich dapper tegen de Spanjaarden, waarbij de hoofdstad grotendeels verwoest werd. Op 13 augustus 1521 gaf Cuauhtemoc zich in Tlatelolco over aan Cortés, waarmee het Azteekse rijk ophield te bestaan.

## Michoacán (1522-1530)
Na het horen van de nederlaag van de Azteken, aartsvijand van de Purépecha (Tarasken), besloot de vorst van het Purépechakoninkrijk Michoacán Tangáxuan II zich niet te verzetten tegen de Spaanse conquistador Cristóbal de Olid, waarna de beide heren de macht besloten te delen. In 1529 kwam Nuño Beltrán de Guzmán naar Michoacán om de Purépecha definitief de onderwerpen. hij verbond zich met de Purépecha-edelman Cuinierángari, een rivaal van Tangáxuan, en liet de vorst afzetten en executeren. Hoewel de Purépecha zich onder leiding van de legendarische prinses Eréndira verzetten tegen Guzmáns veroveraars mocht het niet baten en werd Michoacán ingelijfd bij het Spaanse imperium.

## Yucatán (1527-1546)
Francisco de Montejo, el adelantado begon in 1527 met de georganiseerde onderwerping van het schiereiland Yucatán. Zijn eerste campagne was echter nauwelijks succesvol, zodat hij in 1531 met een grotere troepenmacht terugkeerde. Hij boekte aanvankelijk een succes toen hij Campeche Campeche innam, maar de Maya's van Yucatán bleken echter weerbarstig en wisten de Spanjaarden wederom te verdrijven. Montejo's zoon Francisco de Montejo, el mozo keerde in 1540 terug naar Yucatán. Hij wist handig gebruik te maken van onderlinge rivaliteit tussen de verschillende Mayastaten. Hij sloot een verbond met de Tutul Xiudynastie van Maní en wist Ti'ho in te nemen, dat hij hernoemde tot Mérida. De Spanjaarden en Xiu wisten vervolgens samen het oosten van het schiereiland te onderwerpen en in 1546 was de verovering officieel voltooid. Er bleven echter nog decennialang opstanden voorkomen, en het zou nog tot 1697 duren voordat Tayasal aan het Peténmeer zich als laatste stad ten slotte overgaf aan de Spanjaarden.

## Nasleep van de verovering
500 jaar nadat Hernán Cortés in Mexico aan land ging, eiste de Mexicaanse president Andrés Manuel López Obrador excuses van de Spaanse koning en van de paus voor de wandaden die de Europese veroveraars begingen tijdens de verovering van Mexico. De Spaanse regering wees dit verzoek onmiddellijk af. Dat is opmerkelijk, want ten tijde van de verovering van Midden-Amerika was er van Spaanse zijde al de nodige kritiek.